# Činžovní domy Pensijního fondu zaměstnanců Národní banky Československé
Funkcionalistické činžovní domy Pensijního fondu zaměstnanců Národní banky Československé byly vybudovány v letech 1938 až 1940 na zakázku Pensijního fondu zaměstnanců Národní banky Československé a nacházejí se v ulicích Heřmanova, Milady Horákové a Františka Křížka v Praze 7 (za okupace ulice Letenská dříve Belcrediho třída, Vinařská a Heřmanova). Jedná se o sedm domů čp. 455 (Heřmanova 45), 456 (Heřmanova 43), 457 (Heřmanova 41), 460 (Františka Křížka 13), 461 (Františka Křížka 11), 462 (Milady Horákové 22), 481 (Milady Horákové 24) v katastrálním území Holešovice.

## Základní údaje
- Architekt a projektant: akad. arch. Josef Šolc
- Spoluautor: dr. arch. Ing. Jaroslav Stockar
- Stavebník: Pensijní fond zaměstnanců Národní banky Československé
- Stavitel: stavební firmy Ing. Františka Votavy a Ing. Antonína Belady
- Uvedeno do provozu: I. etapa 1938, II. etapa 1939 a III. etapa 1940

## Vznik a umístění

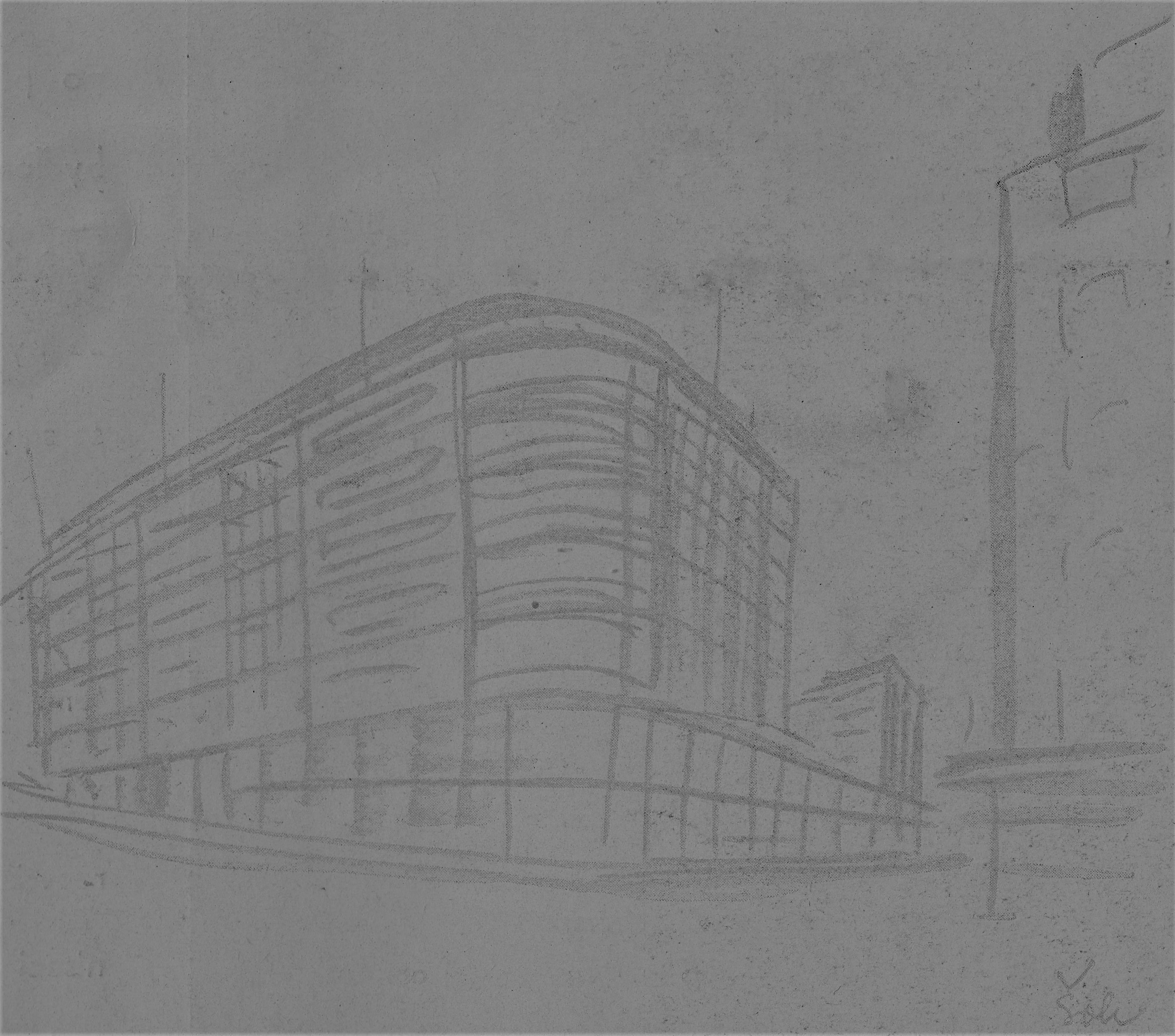
Signovaný náčrtek architekta Šolce, spojovací budova ještě kopíruje uliční čáru ulice Františka Křížka.

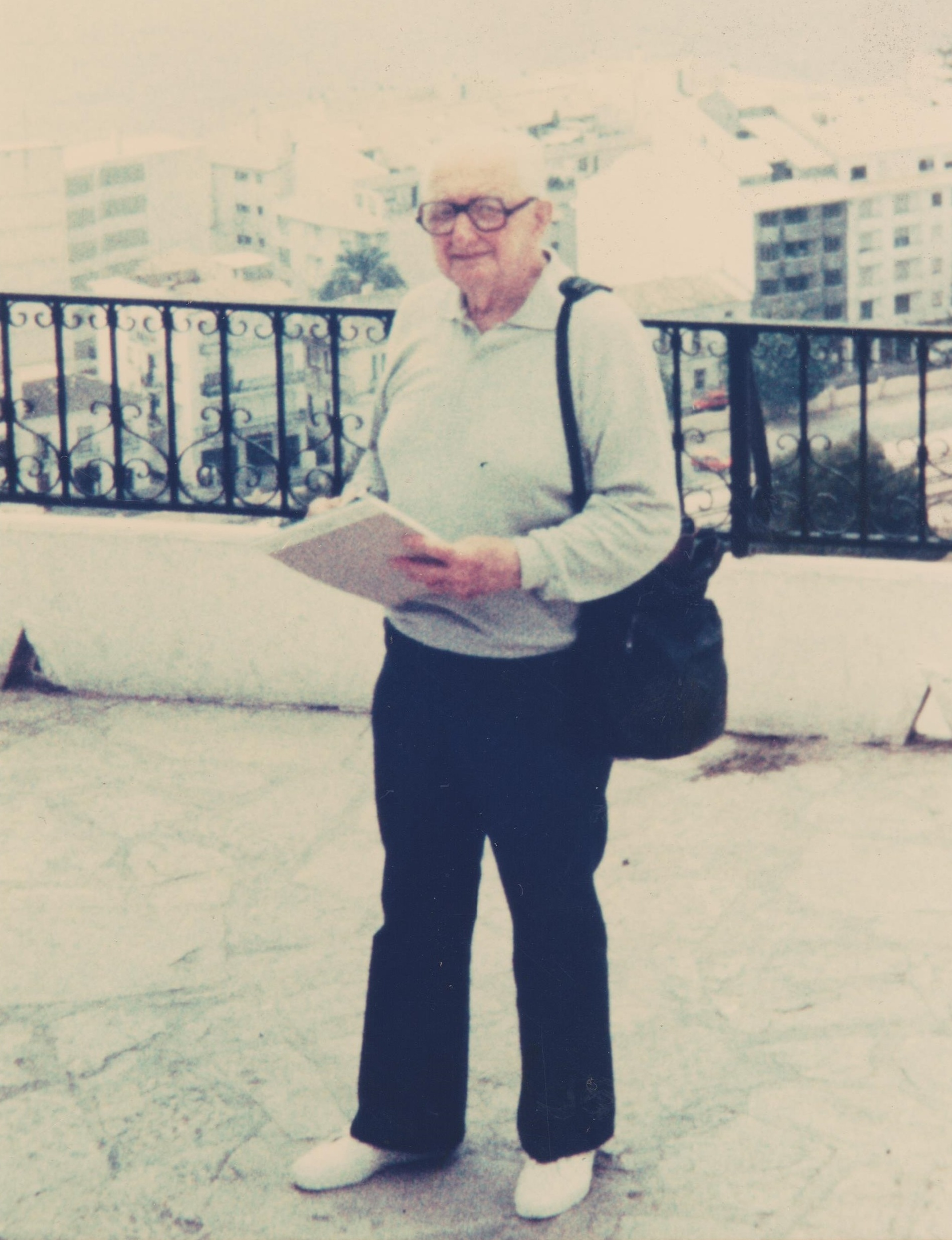
Akademický architekt a malíř Josef Šolc

Vedením Pensijního fondu zaměstnanců Národní banky Československé bylo rozhodnuto o výstavbě činžovních domů pro zaměstnance banky. Za tímto účelem byla zakoupena bývalá továrna na prádlo Joss & Löwenstein v Praze VII., ohraničená ulicemi Letenská, Vinařská a Heřmanova. Ve dvou etapách byla továrna v roce 1936 zbourána a vznikl tak rozsáhlý stavební pozemek pro plánovanou výstavbu obytných domů.

### Původní architektonické řešení
Původní návrh architekta Šolce, který dostal za úkol navrhnout na této ploše zástavbu s obytnými domy a případně i s kinem, počítal s principem otevřeného bloku domů podél ulic Letenské a Heřmanovy, s třetím paralelním křídlem uprostřed dvora. Tím by se zjednodušilo celé řešení trojnásobným opakováním stejného půdorysného principu. Názor předsedy dr. Ing. Eustacha Moelzera ze Státní regulační komise pro hlavní město Prahu byl však odlišný a toto řešení se nepodařilo prosadit.

### Alternativní řešení
Architekt Šolc tak vypracoval alternativní řešení s odlišným středním blokem, který posunul o více než sedm metrů od původní uliční čáry směrem do vnitrobloku. Vytvořil tak výrazně širší chodník a velký parkovací prostor pro automobily před vchodem do kina. Na střední část spojovací budovy jsou bočně napojena dvě jednopatrová administrativní křídla. Před spojovací budovou tak vznikl opticky chráněný prostor ve tvaru širokého písmene “U“. Ostatní části spojovací budovy mají svojí hmotu symetricky rozloženou kaskádově směrem do vnitrobloku, vytvářejí optický dojem rozvolněné zástavby a navyšují kapacitu určenou pro bydlení v činžovních domech. Výraznou dominantou celého komplexu sedmi budov je ostré zakulacené nároží budovy na rohu ulic Františka Křížka a Milady Horákové, zvýrazněné pěti lodžiemi. Ve fasádách všech domů je použit princip pravidelného rytmu střídání pásových oken a lodžií.

## Výstavba
Celý komplex sedmi budov pro Pensijní fond zaměstnanců NBČS byl budován ve třech etapách. Jako první byly dokončeny v roce 1938 domy L3, L5, L6 a L7, tzn. jednalo se o nárožní dům na rohu ulic Letenské a Vinařské, dále pak tři domy v Heřmanově ulici. Konstrukčně byly domy L5, L6 a L7 postaveny s cihlovým obvodovým zdivem a betonovými stropy. Dům L3 (a následně i domy L1, L2 a L4) byl pak postaven jako železobetonový skelet s výplňovým zdivem z lehkých tvárnic a dokonalou tepelnou izolací deskami Sven. Ve druhé etapě v roce 1939 byl dokončen spojovací dům L4 ve Vinařské ulici, ale pouze ve své obytné části. Současně s tím probíhala výstavba dvou domů L1 a L2 v Letenské ulici a biografu Oko v budově L4. Kvůli německé okupaci Čech, Moravy a Slezska v březnu 1939 se začalo velmi komplikovat dokončení celého komplexu budov, neboť německé zákony a předpisy pro kolaudaci budov byly do jisté míry přísnější než československé. Dále také došlo ke změně statutu Národní banky Československé, která přešla do německých rukou a změnila název na Národní banka pro Čechy a Moravu. Nakonec se vše zdárně podařilo vyřešit a v létě 1940 byly i zbývající budovy předány k užívání. Bio Oko pak zahájilo promítání dne 30. srpna 1940 komedií Kristián.

## Nadstandardní vybavení
Funkcionalistické činžovní domy pro Pensijní fond zaměstnanců NBČS byly na svoji dobu nadstandardně vybaveny. Ve všech bytových jednotkách, od garsoniér až po třípokojové byty, bylo dálkové ústřední topení s radiátory, teplá voda ze zásobníků CTC se samostatným vodoměrem, elektrické sporáky, umývací dřezy a broušené betonové pracovní stolní desky se zabudovaným dřezem. Díky instalovaným elektrickým sporákům se domům říkalo „elektrické“. V koupelnách byly obezděné vany, umyvadla a bidety se vším příslušenstvím v podobě zrcadel a osvětlovacích těles, vše obloženo keramickými bílými obklady 15x15. Při návrhu všech bytových jednotek bylo pamatováno na to, aby každý byt měl jako celek prostory funkcionálně rozvrženy s ohledem na organizaci domácnosti. Poprvé zde byly použity malé švédské pracovní kuchyňky umístěné do středu půdorysu, odvětrané průduchem a osvětlené velkou prosklenou plochou, oddělující jídelní kout. Samozřejmostí byly domácí i státní mincovní telefony a centrální stíněná anténa. Ve sklepních prostorách se nacházely parní prádelny s namáčecími vanami, pračkami a odstředivkami. Nechyběla ani kulisová sušárna a žehlírna.
Společné prostory činžovních domů byly vybaveny obousměrnými výtahy a v mezipatrech se nacházely shozy na odpadky o průměru 30 cm. V domech L1 až L4 byly chodby navíc doplněny o malé šachty, určené k likvidaci smetí ze zametených podlah. Svodem ve zdi se pak odpadky dostaly do nádob ve sklepě. Vnitřní schodiště ve všech budovách bylo navrženo jednotně v dvoubarevném provedení z tehdy velmi oblíbeného umělého kamene Orlit. Zábradlí však nebylo navrženo ve všech domech jednotně. Vždy se jednalo o ohýbanou leštěnou trubkovou ocel, která byla doplněna buď o pletivo, nebo vertikální trubkovou výplň. Zvláště honosné zábradlí bylo navrženo ve středovém domě L4. Vestibuly domů zdobily poštovní schránky se zvonky a nechyběl ani zabudovaný reproduktor pro lepší komunikaci pomocí domácích telefonů.

### Původní vícebarevné provedení
Vyšší patra všech budov byla řešena jednotně, a to omítnuta břízolitem a pojata vícebarevně. Omítka byla v téměř bílém provedení, stěny lodžií byly natřeny světle zelenomodrou barvou. Ta pak korespondovala s tmavě vagónovou zelení na okenních rámech, které byly orámovány bílou linkou. Poslední barvou, která se nacházela na fasádách všech domů, byla tmavá anglická červeň a byla použita v podhledech lodžií a arkýřů. Stejnou barvou byla natřena všechna ustupující patra.

### Garáže a obchodní prostory
Do uzavřeného vnitrobloku je možné zajet autem, a to průjezdem v domě L6 v Heřmanově ulici a po navazující rampě. Zde bylo architektem navrženo velké množství parkovacích míst i samostatné zděné garáže. A to tehdy rozhodně automobil nepatřil ke standardu každé domácnosti. Přízemní prostory, nacházející se na frekventované ulici Milady Horákové až po oblé nároží s ulicí Františka Křížka, byly navrženy pro drobné provozovny, krámky, kavárny, bistra či galerie a měly ocelové rámy s roletami.

## Závěr
Spojením architektonické geniální dispozice s prvky rozvinutého průmyslu vznikl nový standard městských obytných domů a v této kategorii tehdy dosáhla československá architektura vrcholu.

## Galerie

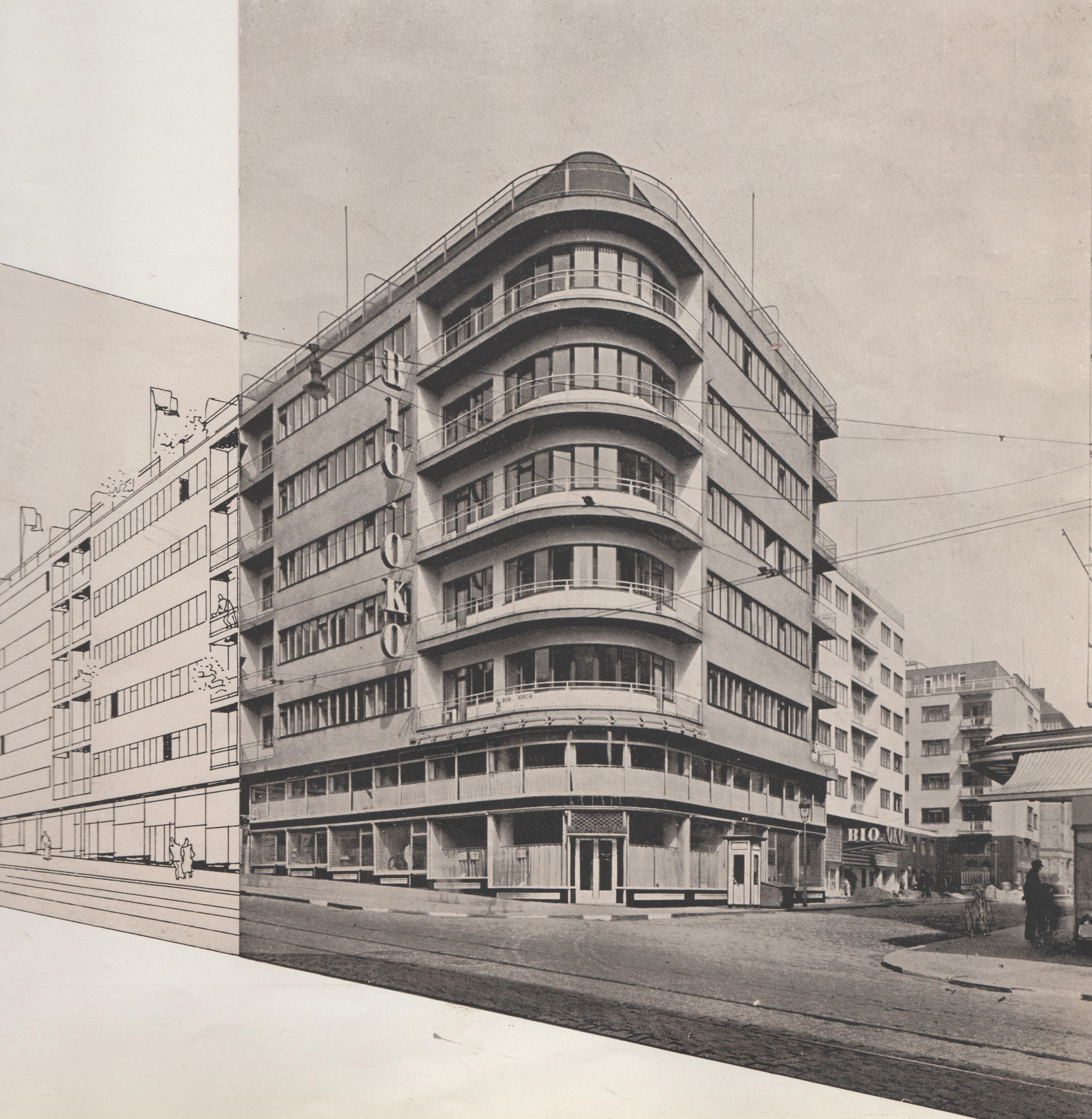
Domy L1 a L2 nebyly ještě dostavěny, proto jsou architektem Josefem Šolcem domalovány tužkou, 1939.
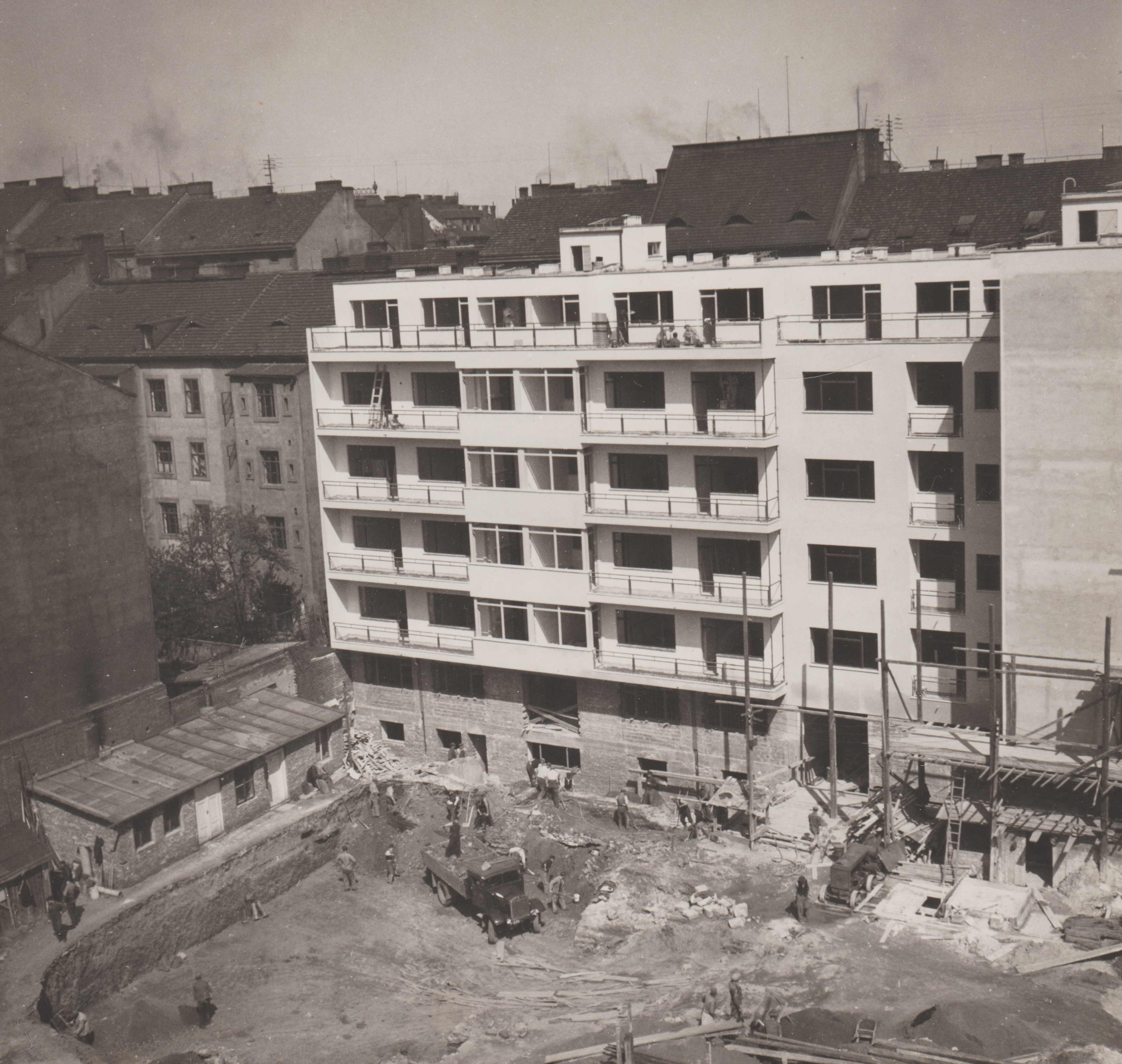
Výstavba domů L6 a L7 v Heřmanově ulici, pohled ze dvora, 1939.
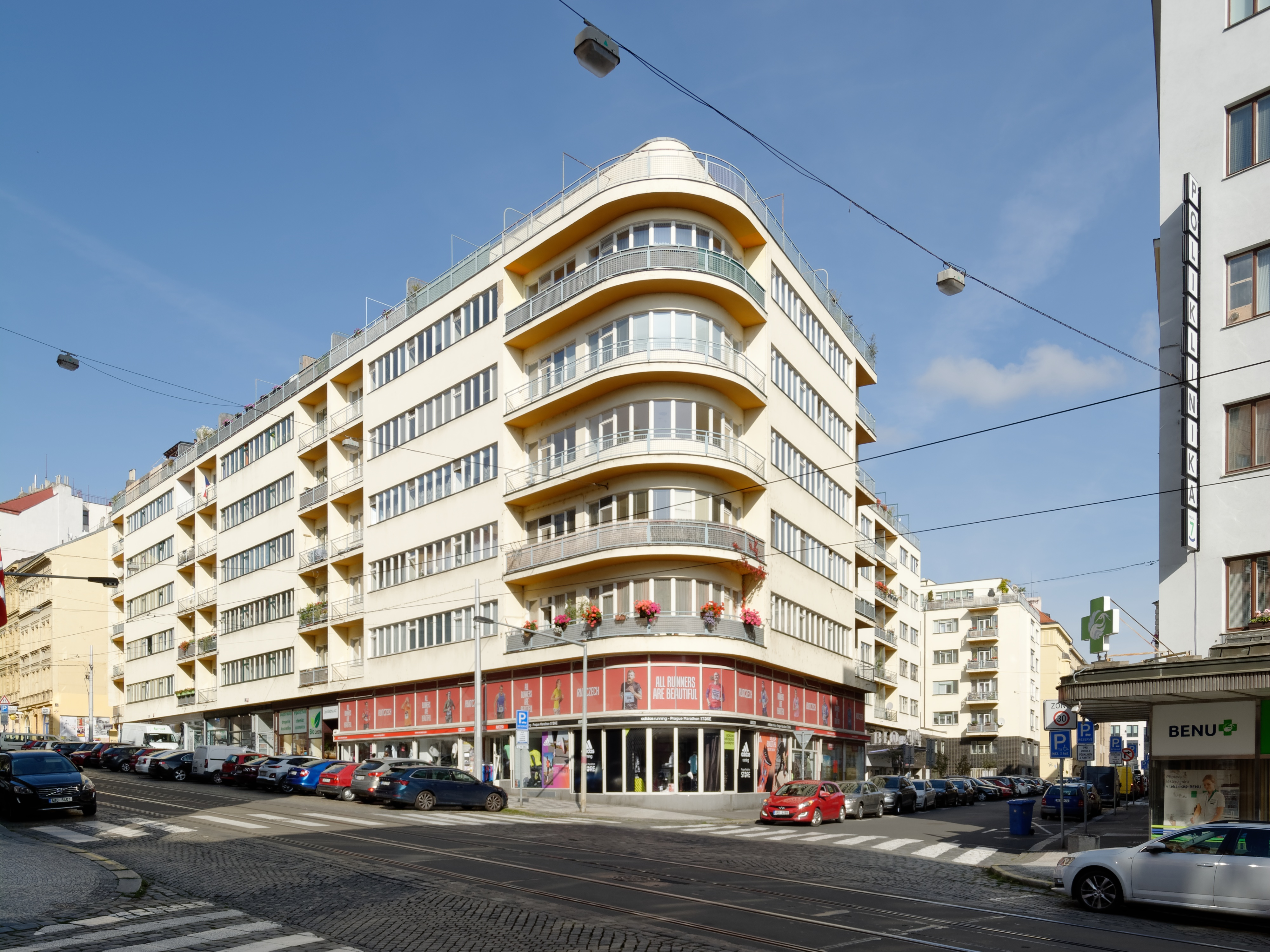
Nároží ulic Milady Horákové a Františka Křížka, 2021.
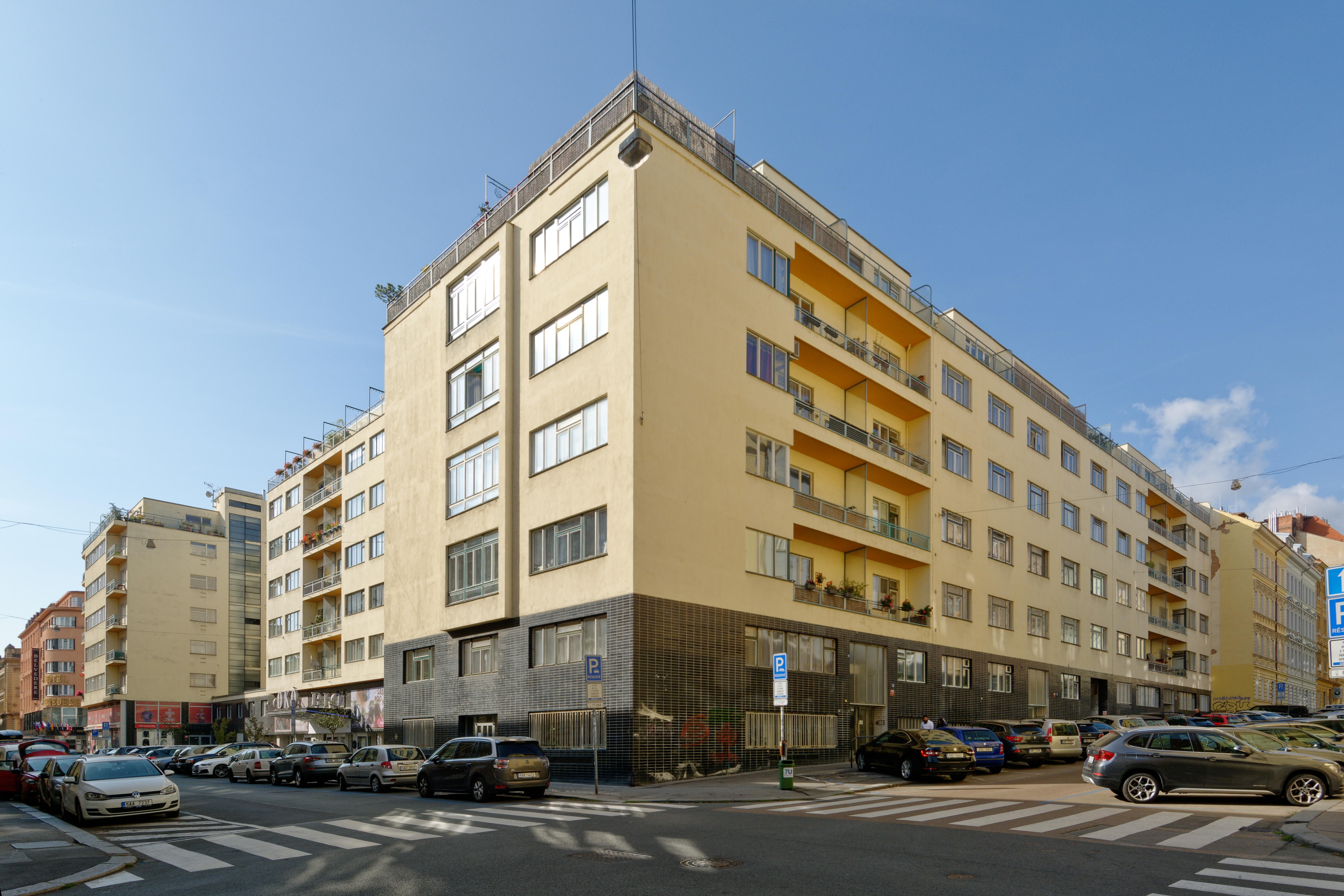
Nároží ulic Františka Křížka a Heřmanovy, 2021.